# Colobopyga browni
Colobopyga browni är en insektsart som beskrevs av John Wyman Beardsley 1963. 
Colobopyga browni ingår i släktet Colobopyga och familjen Halimococcidae. Inga underarter finns listade i Catalogue of Life.